# Comté de Chippewa (Michigan)
Pour les articles homonymes, voir Comté de Chippewa.
Le comté de Chippewa (Chippewa County en anglais) est situé dans l'extrême orient de la péninsule supérieure de l'État du Michigan, près de la frontière canadienne. Il a été appelé pour la tribu de Chippewa (Ojibwa) d'Amérindiens. Son siège est à la ville de Sault Sainte-Marie. Selon le recensement de 2000, sa population est de 38 543 habitants.

## Géographie

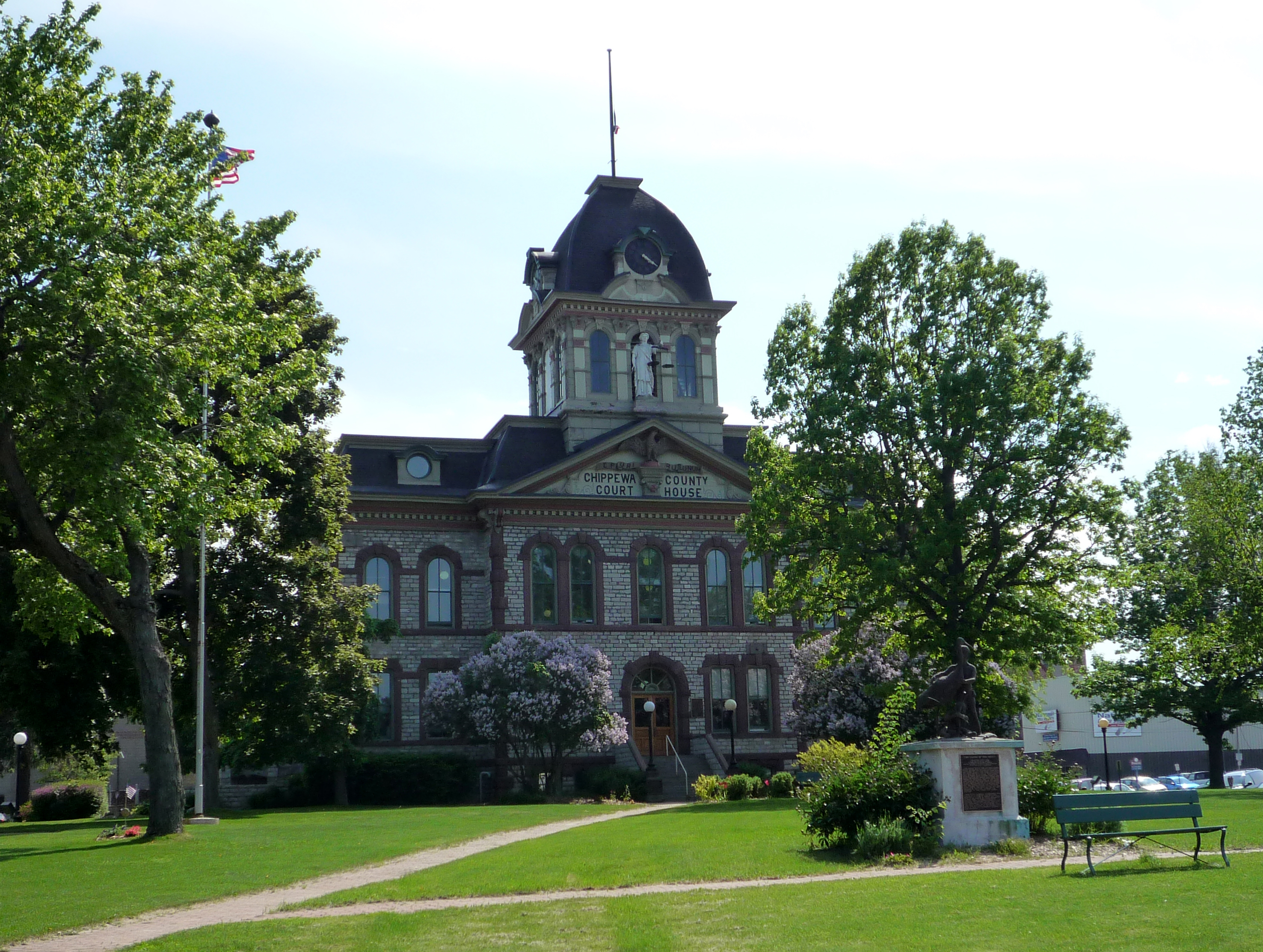
Chippewa County Courthouse, Sault Ste. Marie.

Le comté a une superficie de 6 988 km2, dont 4 043 km2 en surfaces terrestres. 

### Comtés adjacents
- Comté de Luce (ouest)
- Comté de Mackinac (sud)

### District adjacent
- District d'Algoma, Ontario, Canada